# Všejany
Všejany är en ort i Tjeckien.   Den ligger i regionen Mellersta Böhmen, i den centrala delen av landet, 40 km öster om huvudstaden Prag. Všejany ligger 199 meter över havet och antalet invånare är 571.
Terrängen runt Všejany är platt, och sluttar söderut. Runt Všejany är det ganska tätbefolkat, med 70 invånare per kvadratkilometer. Närmaste större samhälle är Mladá Boleslav, 17,7 km norr om Všejany. Trakten runt Všejany består till största delen av jordbruksmark.